# Кубара
Кубара (исп. Cubará) — город и муниципалитет на северо-востоке центральной части Колумбии, на территории департамента Бояка. Административный центр района Фронтерисо (Distrito Fronterizo).

## История
Поселение, из которого позднее вырос город, было основано в 1962 году. Муниципалитет Кубара был выделен в отдельную административную единицу в 1965 году.

## Географическое положение

Муниципалитет Кубара

Город расположен в северо-восточной части департамента, в предгорьях Восточной Кордильеры, на правом берегу реки Кобария, вблизи государственной границы с Венесуэлой, на расстоянии приблизительно 208 километров к северо-востоку от города Тунха, административного центра департамента. Абсолютная высота — 351 метр над уровнем моря.
Муниципалитет Кубара граничит на юге с территориями муниципалитетов Чикиса и Гуикан, на юго-западе — с территорией департамента Сантандер, на западе и северо-западе — с территорией департамента Северный Сантандер, на востоке — с территорией департамента Араука, на северо-востоке — с территорией Венесуэлы. Площадь муниципалитета составляет 1650 км².

## Население
По данным Национального административного департамента статистики Колумбии, совокупная численность населения города и муниципалитета в 2015 году составляла 6725 человек.
Динамика численности населения муниципалитета по годам:
| 2005 | 2006 | 2007 | 2008 | 2009 | 2010 | 2011 | 2012 | 2013 | 2014 | 2015 |
| ---- | ---- | ---- | ---- | ---- | ---- | ---- | ---- | ---- | ---- | ---- |
| 6614 | 6630 | 6644 | 6658 | 6670 | 6682 | 6692 | 6702 | 6710 | 6718 | 6725 |

Согласно данным переписи 2005 года мужчины составляли 51,3 % от населения Кубары, женщины — соответственно 48,3 %. В расовом отношении белые и метисы составляли 61,8 % от населения города; индейцы — 38,1 %; негры, мулаты и райсальцы — 0,1 %.
Уровень грамотности среди всего населения составлял 60,8 %.

## Экономика
Основу экономики Кубары составляет сельское хозяйство.

58,8 % от общего числа городских и муниципальных предприятий составляют предприятия торговой сферы, 25,1 % — предприятия сферы обслуживания, 15,6 % — промышленные предприятия, 0,5 % — предприятия иных отраслей экономики.

## Транспорт
Через город проходит национальное шоссе № 66.